# CCTV-2
A CCTV-2 a Kínai Központi Televízió 2-es adója, amely a gazdaságra összpontosít. 1973. május 1-jén indult a kísérleti sugárzás, majd 1978. január 1-jén a tényleges műsorszórás.
A CCTV-2 online is nézhető.

## Története
1973. május 1-jén indult a kísérleti műsorszórás a pekingi közönség számára. Ekkoriban főként oktatási műsorokat sugárzott. 1978. január 1-jén megkezdte a tényleges adást egész Kínának. 1995-ben lett gazdaság-tematikájú.